# 理查森鎮區 (內布拉斯加州巴特勒縣)
理查森鎮區（英語：Richardson Township）是位於美國內布拉斯加州巴特勒縣的一個行政鎮區。

## 地方資料
理查森鎮區的面積為93.32平方千米，當中陸地面積為92.99平方千米，而水域面積為0.33平方千米。根據2020年美國人口普查的數據，當地共有人口433人，而人口密度為每平方千米4.64人。